# Kim Hyo-jin
Kim Hyo-jin (* 10. Februar 1984 in Seoul) ist eine südkoreanische Schauspielerin. Seit 2011 ist sie mit dem Schauspieler Yoo Ji-tae verheiratet. Im Juli 2014 brachte sie einen Sohn zur Welt.

## Karriere
Kim begann ihre Karriere als Fotomodell für Jugendmagazine. 1999 gab sie ihr Schauspieldebüt in der Fernsehserie Love Story von SBS. Ihren Durchbruch hatte sie jedoch 2004 als Nesthäkchen unter drei Schwestern in der Komödie Everybody Has Secrets. Zudem spielte sie 2008 die Hauptrolle in der Dramaserie I Am Happy.
Obwohl sie weiterhin in vielen Mainstream-Dramas und -Filmen mitspielt, hat sie sich in den letzten Jahren auch an gewagteren Rollen versucht. So spielte Kim eine Bisexuelle in Five Senses of Eros (2009) und eine Lesbe in Life is Peachy (2010).

## Filmografie
- 2003: Der Fluch des dunklen Sees (천년호 Cheonnyeonho)
- 2004: Everybody Has Secrets (누구나 비밀은 있다 Nuguna Bimil-eun Itda)
- 2005: Marrying the Mafia 2 (가문의 위기 Gamun-ui Wigi)
- 2006: Mr. Wacky (생, 날선생)
- 2006: Barefoot Ki-bong (맨발의 기봉이 Maenbal-ui Gibongi)
- 2009: A Dream Comes True (돌멩이의 꿈 Dolmengi-ui Kkum)
- 2009: Five Senses of Eros (오감도 O Gamdo)
- 2009: War of the Wizards (Cameo-Auftritt)
- 2010: Life is Peachy (창피해 Changpihae)
- 2012: Taste of Money (돈의 맛 Don-ui Mat)
- 2013: Horny Family (배꼽 Baekkob)
- 2013: In My End Is My Beginning (끝과 시작 Kkeut-gwa Sijak)
- 2013: Marriage Blue (결혼전야 Gyeolhon Jeon-ya)
- 2014: Genome Hazard